# Tour La Provence de 2019
A 4.ª edição da Tour La Provence é uma carreira de ciclismo em estrada por etapas que celebrou-se entre 14 e 17 de fevereiro de 2019 com início no município de Saintes-Maries-de-la-Mer e final na cidade de Aix-en-Provence. O percurso consta de um total de 4 etapas sobre uma distância total de 531,9 km.
A carreira faz parte do circuito UCI Europe Tour de 2019 dentro da categoria 2.1. O vencedor final foi o espanhol Gorka Izagirre da Astana seguido do australiano Simon Clarke da EF Education First e o francês Tony Gallopin da AG2R La Mondiale.

## Equipas participantes
Tomarão a partida um total de 22 equipas: 9 de categoria UCI World Tour de 2019 convidados pela organização; 9 de categoria Profissional Continental; e 4 de categoria Continental. Formando assim um pelotão de 152 ciclistas dos que acabaram 127. As equipas participantes foram:
| Equipes WorldTeam (9)- AG2R La Mondiale - Astana - Deceuninck-Quick Step - EF Education First - Groupama-FDJ - Movistar Team - Team Sunweb - Sky - Trek-Segafredo Equipes profissionais Continentais (9)- Androni Giocattoli-Sidermec - Arkéa-Samsic - Cofidis, Solutions Crédits - Delko-Marseille Provence - Direct Énergie - Israel Cycling Academy - Vital Concept-B&B Hotels - Wanty-Groupe Gobert - Corendon-Circus Equipes Continentais (4)- Amore & Vita-Prodir - Natura4Ever-Roubaix Lille Métropole - Saint Michel-Auber 93 - WSA-Pushbikers |
| |

## Percorrido
O Tour La Provence dispôs de cinco etapas para um percurso total de 531,9 quilómetros, onde se contempla três etapas planas e um contra-relógio individual. A estrada inclui a ascensão a 10 portos de montanha: um de 1ª categoria, um de 2ª categoria e oito de 3ª categoria.
| Etapa | Data    | Percurso                                            | type                      | Distância (km) | Vencedor         | Líder geral    |
| ----- | ------- | --------------------------------------------------- | ------------------------- | -------------- | ---------------- | -------------- |
| 1     | 14 fev. | Saintes-Maries-de-la-Mer – Saintes-Maries-de-la-Mer | contrarrelógio individual | 8,9            | Filippo Ganna    | Filippo Ganna  |
| 2     | 15 fev. | Istres – La Ciotat                                  | etapa escarpada           | 194            | Eduard Prades    | Gorka Izagirre |
| 3     | 16 fev. | Aubagne – Circuito Paul Ricard                      | etapa escarpada           | 159            | Philippe Gilbert | Gorka Izagirre |
| 4     | 17 fev. | Avinhão – Aix-en-Provence                           | etapa plana               | 170            | John Degenkolb   | Gorka Izagirre |

## Desenvolvimento da carreira

### 1.ª etapa
Saintes-Maries-de-la-Mer – Saintes-Maries-de-la-Mer (8,9 km)
| \| Classificação por etapas \| Classificação por etapas \| Classificação por etapas \| Classificação por etapas \| Classificação por etapas \| \| Ciclista \| Ciclista \| Equipe \| Tempo \| \| \| ------------------------ \| ------------------------ \| ------------------------ \| ------------------------ \| ------------------------ \| \| 1. \| Filippo Ganna \| Team Sky \| 10m05s \| \| \| 2. \| Sebastian Langeveld \| EF Education First \| + 9s \| \| \| 3. \| Rémi Cavagna \| Deceuninck-Quick Step \| + 10s \| \| \| 4. \| Jasha Sütterlin \| Movistar Team \| + 15s \| \| \| 5. \| Kasper Asgreen \| Deceuninck-Quick Step \| + 18s \| \| \| 6. \| Yves Lampaert \| Deceuninck-Quick Step \| + 19s \| \| \| 7. \| Benjamin Thomas \| Groupama-FDJ \| + 20s \| \| \| 8. \| Owain Doull \| Team Sky \| + 21s \| \| \| 9. \| Sep Vanmarcke \| EF Education First \| + 24s \| \| \| 10. \| Yoann Paillot \| Saint Michel-Auber 93 \| + 25s \| \| |                     |                       |        |
| |                     |                       |        |
| Fonte: ProCyclingStats |                     |                       |        |
| Classificação por etapas |                     |                       |        |
| Ciclista | Ciclista            | Equipe                | Tempo  |
| 1. | Filippo Ganna       | Team Sky              | 10m05s |
| 2. | Sebastian Langeveld | EF Education First    | + 9s   |
| 3. | Rémi Cavagna        | Deceuninck-Quick Step | + 10s  |
| 4. | Jasha Sütterlin     | Movistar Team         | + 15s  |
| 5. | Kasper Asgreen      | Deceuninck-Quick Step | + 18s  |
| 6. | Yves Lampaert       | Deceuninck-Quick Step | + 19s  |
| 7. | Benjamin Thomas     | Groupama-FDJ          | + 20s  |
| 8. | Owain Doull         | Team Sky              | + 21s  |
| 9. | Sep Vanmarcke       | EF Education First    | + 24s  |
| 10. | Yoann Paillot       | Saint Michel-Auber 93 | + 25s  |

| \| Classificação geral \| Classificação geral \| Classificação geral \| Classificação geral \| Classificação geral \| \| Ciclista \| Ciclista \| Equipe \| Tempo \| \| \| ------------------- \| ------------------- \| --------------------- \| ------------------- \| ------------------- \| \| 1. \| Filippo Ganna \| Team Sky \| 10m05s \| \| \| 2. \| Sebastian Langeveld \| EF Education First \| + 9s \| \| \| 3. \| Rémi Cavagna \| Deceuninck-Quick Step \| + 10s \| \| \| 4. \| Jasha Sütterlin \| Movistar Team \| + 15s \| \| \| 5. \| Kasper Asgreen \| Deceuninck-Quick Step \| + 18s \| \| \| 6. \| Yves Lampaert \| Deceuninck-Quick Step \| + 19s \| \| \| 7. \| Benjamin Thomas \| Groupama-FDJ \| + 20s \| \| \| 8. \| Owain Doull \| Team Sky \| + 21s \| \| \| 9. \| Sep Vanmarcke \| EF Education First \| + 24s \| \| \| 10. \| Yoann Paillot \| Saint Michel-Auber 93 \| + 25s \| \| |                     |                       |        |
| |                     |                       |        |
| Fonte: ProCyclingStats |                     |                       |        |
| Classificação geral |                     |                       |        |
| Ciclista | Ciclista            | Equipe                | Tempo  |
| 1. | Filippo Ganna       | Team Sky              | 10m05s |
| 2. | Sebastian Langeveld | EF Education First    | + 9s   |
| 3. | Rémi Cavagna        | Deceuninck-Quick Step | + 10s  |
| 4. | Jasha Sütterlin     | Movistar Team         | + 15s  |
| 5. | Kasper Asgreen      | Deceuninck-Quick Step | + 18s  |
| 6. | Yves Lampaert       | Deceuninck-Quick Step | + 19s  |
| 7. | Benjamin Thomas     | Groupama-FDJ          | + 20s  |
| 8. | Owain Doull         | Team Sky              | + 21s  |
| 9. | Sep Vanmarcke       | EF Education First    | + 24s  |
| 10. | Yoann Paillot       | Saint Michel-Auber 93 | + 25s  |

### 2.ª etapa
Istres – La Ciotat (194 km)
| \| Classificação por etapas \| Classificação por etapas \| Classificação por etapas \| Classificação por etapas \| Classificação por etapas \| \| Ciclista \| Ciclista \| Equipe \| Tempo \| \| \| ------------------------ \| ------------------------ \| ------------------------ \| ------------------------ \| ------------------------ \| \| 1. \| Eduard Prades \| Movistar Team \| 4h50m15s \| \| \| 2. \| Tony Gallopin \| AG2R La Mondiale \| + 0s \| \| \| 3. \| Gorka Izagirre \| Astana \| + 0s \| \| \| 4. \| Simon Clarke \| EF Education First \| + 0s \| \| \| 5. \| Edward Dunbar \| Team Sky \| + 0s \| \| \| 6. \| Lilian Calmejane \| Direct Énergie \| + 0s \| \| \| 7. \| Thibaut Pinot \| Groupama-FDJ \| + 0s \| \| \| 8. \| David Gaudu \| Groupama-FDJ \| + 0s \| \| \| 9. \| Rudy Molard \| Groupama-FDJ \| + 0s \| \| \| 10. \| Philippe Gilbert \| Deceuninck-Quick Step \| + 16s \| \| |                  |                       |          |
| |                  |                       |          |
| Fonte: ProCyclingStats |                  |                       |          |
| Classificação por etapas |                  |                       |          |
| Ciclista | Ciclista         | Equipe                | Tempo    |
| 1. | Eduard Prades    | Movistar Team         | 4h50m15s |
| 2. | Tony Gallopin    | AG2R La Mondiale      | + 0s     |
| 3. | Gorka Izagirre   | Astana                | + 0s     |
| 4. | Simon Clarke     | EF Education First    | + 0s     |
| 5. | Edward Dunbar    | Team Sky              | + 0s     |
| 6. | Lilian Calmejane | Direct Énergie        | + 0s     |
| 7. | Thibaut Pinot    | Groupama-FDJ          | + 0s     |
| 8. | David Gaudu      | Groupama-FDJ          | + 0s     |
| 9. | Rudy Molard      | Groupama-FDJ          | + 0s     |
| 10. | Philippe Gilbert | Deceuninck-Quick Step | + 16s    |

| \| Classificação geral \| Classificação geral \| Classificação geral \| Classificação geral \| Classificação geral \| \| Ciclista \| Ciclista \| Equipe \| Tempo \| \| \| ------------------- \| --------------------- \| ------------------- \| ------------------- \| ------------------- \| \| 1. \| Gorka Izagirre \| Astana \| 5h00m45s \| \| \| 2. \| Thibaut Pinot \| Groupama-FDJ \| + 2s \| \| \| 3. \| Tony Gallopin \| AG2R La Mondiale \| + 6s \| \| \| 4. \| Rudy Molard \| Groupama-FDJ \| + 10s \| \| \| 5. \| Simon Clarke \| EF Education First \| + 11s \| \| \| 6. \| David Gaudu \| Groupama-FDJ \| + 15s \| \| \| 7. \| Edward Dunbar \| Team Sky \| + 15s \| \| \| 8. \| Eduard Prades \| Movistar Team \| + 21s \| \| \| 9. \| Sébastien Reichenbach \| Groupama-FDJ \| + 26s \| \| \| 10. \| Jimmy Janssens \| Corendon-Circus \| + 26s \| \| |                       |                    |          |
| |                       |                    |          |
| Fonte: ProCyclingStats |                       |                    |          |
| Classificação geral |                       |                    |          |
| Ciclista | Ciclista              | Equipe             | Tempo    |
| 1. | Gorka Izagirre        | Astana             | 5h00m45s |
| 2. | Thibaut Pinot         | Groupama-FDJ       | + 2s     |
| 3. | Tony Gallopin         | AG2R La Mondiale   | + 6s     |
| 4. | Rudy Molard           | Groupama-FDJ       | + 10s    |
| 5. | Simon Clarke          | EF Education First | + 11s    |
| 6. | David Gaudu           | Groupama-FDJ       | + 15s    |
| 7. | Edward Dunbar         | Team Sky           | + 15s    |
| 8. | Eduard Prades         | Movistar Team      | + 21s    |
| 9. | Sébastien Reichenbach | Groupama-FDJ       | + 26s    |
| 10. | Jimmy Janssens        | Corendon-Circus    | + 26s    |

### 3.ª etapa
Aubagne – Circuito Paul Ricard (159 km)
| \| Classificação por etapas \| Classificação por etapas \| Classificação por etapas \| Classificação por etapas \| Classificação por etapas \| \| Ciclista \| Ciclista \| Equipe \| Tempo \| \| \| ------------------------ \| ------------------------ \| ------------------------ \| ------------------------ \| ------------------------ \| \| 1. \| Philippe Gilbert \| Deceuninck-Quick Step \| 4h25m10s \| \| \| 2. \| Toms Skujiņš \| Trek-Segafredo \| + 0s \| \| \| 3. \| Tony Gallopin \| AG2R La Mondiale \| + 0s \| \| \| 4. \| Simon Clarke \| EF Education First \| + 0s \| \| \| 5. \| Gorka Izagirre \| Astana \| + 0s \| \| \| 6. \| Cyril Gautier \| Vital Concept-B&B Hotels \| + 0s \| \| \| 7. \| Guillaume Martin \| Wanty-Gobert \| + 0s \| \| \| 8. \| Julien El Fares \| Delko Marseille Provence \| + 0s \| \| \| 9. \| Dorian Godon \| AG2R La Mondiale \| + 0s \| \| \| 10. \| Edward Dunbar \| Team Sky \| + 0s \| \| |                  |                          |          |
| |                  |                          |          |
| Fonte: ProCyclingStats |                  |                          |          |
| Classificação por etapas |                  |                          |          |
| Ciclista | Ciclista         | Equipe                   | Tempo    |
| 1. | Philippe Gilbert | Deceuninck-Quick Step    | 4h25m10s |
| 2. | Toms Skujiņš     | Trek-Segafredo           | + 0s     |
| 3. | Tony Gallopin    | AG2R La Mondiale         | + 0s     |
| 4. | Simon Clarke     | EF Education First       | + 0s     |
| 5. | Gorka Izagirre   | Astana                   | + 0s     |
| 6. | Cyril Gautier    | Vital Concept-B&B Hotels | + 0s     |
| 7. | Guillaume Martin | Wanty-Gobert             | + 0s     |
| 8. | Julien El Fares  | Delko Marseille Provence | + 0s     |
| 9. | Dorian Godon     | AG2R La Mondiale         | + 0s     |
| 10. | Edward Dunbar    | Team Sky                 | + 0s     |

| \| Classificação geral \| Classificação geral \| Classificação geral \| Classificação geral \| Classificação geral \| \| Ciclista \| Ciclista \| Equipe \| Tempo \| \| \| ------------------- \| ------------------- \| ------------------- \| ------------------- \| ------------------- \| \| 1. \| Gorka Izagirre \| Astana \| 9h25m55s \| \| \| 2. \| Thibaut Pinot \| Groupama-FDJ \| + 2s \| \| \| 3. \| Tony Gallopin \| AG2R La Mondiale \| + 2s \| \| \| 4. \| Simon Clarke \| EF Education First \| + 8s \| \| \| 5. \| Rudy Molard \| Groupama-FDJ \| + 10s \| \| \| 6. \| David Gaudu \| Groupama-FDJ \| + 15s \| \| \| 7. \| Edward Dunbar \| Team Sky \| + 15s \| \| \| 8. \| Eduard Prades \| Movistar Team \| + 21s \| \| \| 9. \| Jimmy Janssens \| Corendon-Circus \| + 26s \| \| \| 10. \| Lilian Calmejane \| Direct Énergie \| + 32s \| \| |                  |                    |          |
| |                  |                    |          |
| Fonte: ProCyclingStats |                  |                    |          |
| Classificação geral |                  |                    |          |
| Ciclista | Ciclista         | Equipe             | Tempo    |
| 1. | Gorka Izagirre   | Astana             | 9h25m55s |
| 2. | Thibaut Pinot    | Groupama-FDJ       | + 2s     |
| 3. | Tony Gallopin    | AG2R La Mondiale   | + 2s     |
| 4. | Simon Clarke     | EF Education First | + 8s     |
| 5. | Rudy Molard      | Groupama-FDJ       | + 10s    |
| 6. | David Gaudu      | Groupama-FDJ       | + 15s    |
| 7. | Edward Dunbar    | Team Sky           | + 15s    |
| 8. | Eduard Prades    | Movistar Team      | + 21s    |
| 9. | Jimmy Janssens   | Corendon-Circus    | + 26s    |
| 10. | Lilian Calmejane | Direct Énergie     | + 32s    |

### 4.ª etapa
Avinhão – Aix-en-Provence (170 km)
| \| Classificação por etapas \| Classificação por etapas \| Classificação por etapas \| Classificação por etapas \| Classificação por etapas \| \| Ciclista \| Ciclista \| Equipe \| Tempo \| \| \| ------------------------ \| ------------------------ \| -------------------------- \| ------------------------ \| ------------------------ \| \| 1. \| John Degenkolb \| Trek-Segafredo \| 3h52m11s \| \| \| 2. \| Simon Clarke \| EF Education First \| + 0s \| \| \| 3. \| Anthony Maldonado \| Saint Michel-Auber 93 \| + 0s \| \| \| 4. \| Tony Gallopin \| AG2R La Mondiale \| + 0s \| \| \| 5. \| Damien Touzé \| Cofidis, Solutions Crédits \| + 0s \| \| \| 6. \| Yves Lampaert \| Deceuninck-Quick Step \| + 0s \| \| \| 7. \| Benjamin Thomas \| Groupama-FDJ \| + 0s \| \| \| 8. \| Philippe Gilbert \| Deceuninck-Quick Step \| + 0s \| \| \| 9. \| Warren Barguil \| Arkéa-Samsic \| + 0s \| \| \| 10. \| August Jensen \| Israel Cycling Academy \| + 0s \| \| |                   |                            |          |
| |                   |                            |          |
| Fonte: ProCyclingStats |                   |                            |          |
| Classificação por etapas |                   |                            |          |
| Ciclista | Ciclista          | Equipe                     | Tempo    |
| 1. | John Degenkolb    | Trek-Segafredo             | 3h52m11s |
| 2. | Simon Clarke      | EF Education First         | + 0s     |
| 3. | Anthony Maldonado | Saint Michel-Auber 93      | + 0s     |
| 4. | Tony Gallopin     | AG2R La Mondiale           | + 0s     |
| 5. | Damien Touzé      | Cofidis, Solutions Crédits | + 0s     |
| 6. | Yves Lampaert     | Deceuninck-Quick Step      | + 0s     |
| 7. | Benjamin Thomas   | Groupama-FDJ               | + 0s     |
| 8. | Philippe Gilbert  | Deceuninck-Quick Step      | + 0s     |
| 9. | Warren Barguil    | Arkéa-Samsic               | + 0s     |
| 10. | August Jensen     | Israel Cycling Academy     | + 0s     |

## Classificações finais
- As classificações finalizaram da seguinte forma:[3]

### Classificação geral
| \| Classificação geral \| Classificação geral \| Classificação geral \| Classificação geral \| Classificação geral \| \| Ciclista \| Ciclista \| Equipe \| Tempo \| \| \| ------------------- \| ------------------- \| -------------------------- \| ------------------- \| ------------------- \| \| 1. \| Gorka Izagirre \| Astana \| 13h18m06s \| \| \| 2. \| Simon Clarke \| EF Education First \| + 0s \| \| \| 3. \| Tony Gallopin \| AG2R La Mondiale \| + 1s \| \| \| 4. \| Thibaut Pinot \| Groupama-FDJ \| + 2s \| \| \| 5. \| Rudy Molard \| Groupama-FDJ \| + 10s \| \| \| 6. \| David Gaudu \| Groupama-FDJ \| + 15s \| \| \| 7. \| Edward Dunbar \| Team Sky \| + 15s \| \| \| 8. \| Eduard Prades \| Movistar Team \| + 21s \| \| \| 9. \| Jimmy Janssens \| Corendon-Circus \| + 26s \| \| \| 10. \| Philippe Gilbert \| Deceuninck-Quick Step \| + 29s \| \| \| 11. \| Lilian Calmejane \| Direct Énergie \| + 32s \| \| \| 12. \| Lluís Mas \| Movistar Team \| + 49s \| \| \| 13. \| Cyril Gautier \| Vital Concept-B&B Hotels \| + 51s \| \| \| 14. \| Pierre-Luc Périchon \| Cofidis, Solutions Crédits \| + 55s \| \| \| 15. \| Toms Skujiņš \| Trek-Segafredo \| + 58s \| \| |                     |                            |           |
| |                     |                            |           |
| Fonte: ProCyclingStats |                     |                            |           |
| Classificação geral |                     |                            |           |
| Ciclista | Ciclista            | Equipe                     | Tempo     |
| 1. | Gorka Izagirre      | Astana                     | 13h18m06s |
| 2. | Simon Clarke        | EF Education First         | + 0s      |
| 3. | Tony Gallopin       | AG2R La Mondiale           | + 1s      |
| 4. | Thibaut Pinot       | Groupama-FDJ               | + 2s      |
| 5. | Rudy Molard         | Groupama-FDJ               | + 10s     |
| 6. | David Gaudu         | Groupama-FDJ               | + 15s     |
| 7. | Edward Dunbar       | Team Sky                   | + 15s     |
| 8. | Eduard Prades       | Movistar Team              | + 21s     |
| 9. | Jimmy Janssens      | Corendon-Circus            | + 26s     |
| 10. | Philippe Gilbert    | Deceuninck-Quick Step      | + 29s     |
| 11. | Lilian Calmejane    | Direct Énergie             | + 32s     |
| 12. | Lluís Mas           | Movistar Team              | + 49s     |
| 13. | Cyril Gautier       | Vital Concept-B&B Hotels   | + 51s     |
| 14. | Pierre-Luc Périchon | Cofidis, Solutions Crédits | + 55s     |
| 15. | Toms Skujiņš        | Trek-Segafredo             | + 58s     |

### Classificação da montanha
| Classificação da montanha | Classificação da montanha | Classificação da montanha   | Classificação da montanha | Classificação da montanha |
| Ciclista                  | Ciclista                  | Equipe                      | Pontos                    |                           |
| ------------------------- | ------------------------- | --------------------------- | ------------------------- | ------------------------- |
| 1.                        | Lilian Calmejane          | Direct Énergie              | 16 pts                    |                           |
| 2.                        | Dries De Bondt            | Corendon-Circus             | 16 pts                    |                           |
| 3.                        | Thibaut Pinot             | Groupama-FDJ                | 8 pts                     |                           |
| 4.                        | Edward Dunbar             | Team Sky                    | 7 pts                     |                           |
| 5.                        | David Gaudu               | Groupama-FDJ                | 5 pts                     |                           |
| 6.                        | Jodok Salzmann            | Maloja Pushbikers           | 5 pts                     |                           |
| 7.                        | Anthony Delaplace         | Arkéa-Samsic                | 5 pts                     |                           |
| 8.                        | Fausto Masnada            | Androni Giocattoli-Sidermec | 4 pts                     |                           |
| 9.                        | Gorka Izagirre            | Astana                      | 3 pts                     |                           |
| 10.                       | Lennard Kämna             | Team Sunweb                 | 3 pts                     |                           |

### Classificação dos pontos
| Classificação por pontos | Classificação por pontos | Classificação por pontos | Classificação por pontos | Classificação por pontos |
| Ciclista                 | Ciclista                 | Equipe                   | Pontos                   |                          |
| ------------------------ | ------------------------ | ------------------------ | ------------------------ | ------------------------ |
| 1.                       | Simon Clarke             | EF Education First       | 38 pts                   |                          |
| 2.                       | Tony Gallopin            | AG2R La Mondiale         | 32 pts                   |                          |
| 3.                       | Philippe Gilbert         | Deceuninck-Quick Step    | 28 pts                   |                          |
| 4.                       | Gorka Izagirre           | Astana                   | 19 pts                   |                          |
| 5.                       | John Degenkolb           | Trek-Segafredo           | 18 pts                   |                          |
| 6.                       | Eduard Prades            | Movistar Team            | 17 pts                   |                          |
| 7.                       | Toms Skujiņš             | Trek-Segafredo           | 12 pts                   |                          |
| 8.                       | Edward Dunbar            | Team Sky                 | 11 pts                   |                          |
| 9.                       | Filippo Ganna            | Team Sky                 | 10 pts                   |                          |
| 10.                      | Yves Lampaert            | Deceuninck-Quick Step    | 10 pts                   |                          |

### Classificação dos jovens
| Classificação dos jovens | Classificação dos jovens | Classificação dos jovens   | Classificação dos jovens | Classificação dos jovens |
| Ciclista                 | Ciclista                 | Equipe                     | Tempo                    |                          |
| ------------------------ | ------------------------ | -------------------------- | ------------------------ | ------------------------ |
| 1.                       | David Gaudu              | Groupama-FDJ               | 13h18m21s                |                          |
| 2.                       | Edward Dunbar            | Team Sky                   | + 0s                     |                          |
| 3.                       | Michael Storer           | Team Sunweb                | + 2m11s                  |                          |
| 4.                       | Lennard Kämna            | Team Sunweb                | + 2m54s                  |                          |
| 5.                       | Hugh Carthy              | EF Education First         | + 3m14s                  |                          |
| 6.                       | Niklas Eg                | Trek-Segafredo             | + 5m27s                  |                          |
| 7.                       | Dorian Godon             | AG2R La Mondiale           | + 5m36s                  |                          |
| 8.                       | Damien Touzé             | Cofidis, Solutions Crédits | + 7m55s                  |                          |
| 9.                       | Filippo Ganna            | Team Sky                   | + 8m49s                  |                          |
| 10.                      | Rémi Cavagna             | Deceuninck-Quick Step      | + 11m42s                 |                          |

### Classificação por equipas
| Classificação por equipes | Classificação por equipes  | Classificação por equipes | Classificação por equipes |
| Equipe                    | Equipe                     | Tempo                     |                           |
| ------------------------- | -------------------------- | ------------------------- | ------------------------- |
| 1.                        | Groupama-FDJ               | 39h54m13s                 |                           |
| 2.                        | Movistar Team              | + 1m57s                   |                           |
| 3.                        | Deceuninck-Quick Step      | + 3m50s                   |                           |
| 4.                        | Cofidis, Solutions Crédits | + 4m16s                   |                           |
| 5.                        | Vital Concept-B&B Hotels   | + 5m31s                   |                           |

## Evolução das Classificações
| Etapa                 | Vencedor              | Classificação geral | Classificação da montanha | Classificação dos pontos | Classificação dos jovens | Classificação por equipas |
| --------------------- | --------------------- | ------------------- | ------------------------- | ------------------------ | ------------------------ | ------------------------- |
| 1.ª                   | Filippo Ganna         | Filippo Ganna       | não foi entregue          | Filippo Ganna            | Filippo Ganna            | Deceuninck-Quick Step     |
| 2.ª                   | Eduard Prades         | Gorka Izagirre      | Lilian Calmejane          | Eduard Prades            | David Gaudu              | Groupama-FDJ              |
| 3.ª                   | Philippe Gilbert      | Gorka Izagirre      | Dries De Bondt            | Simon Clarke             | David Gaudu              | Groupama-FDJ              |
| 4.ª                   | John Degenkolb        | Gorka Izagirre      | Lilian Calmejane          | Simon Clarke             | David Gaudu              | Groupama-FDJ              |
| Classificações finais | Classificações finais | Gorka Izagirre      | Lilian Calmejane          | Simon Clarke             | David Gaudu              | Groupama-FDJ              |

## UCI World Ranking
O Tour La Provence outorga pontos para o UCI World Ranking para corredores das equipas nas categorias UCI World Team, Profissional Continental e Equipas Continentais. As seguintes tabelas mostram o barómetro de pontuação e os 10 corredores que obtiveram mais pontos:
| Posição             | 1.º | 2.º | 3.º | 4.º | 5.º | 6.º | 7.º | 8.º | 9.º | 10.º | 11.º | 12.º | 13.º-15.º | 16.º-25.º |
| Classificação geral | 125 | 85  | 70  | 60  | 50  | 40  | 35  | 30  | 25  | 20   | 15   | 10   | 5         | 3         |
| Por etapa           | 14  | 5   | 3   |     |     |     |     |     |     |      |      |      |           |           |
| Líder               | 3   |     |     |     |     |     |     |     |     |      |      |      |           |           |

| Classificação |                  |                       |       |       |       |       |
| Posição       | Ciclista         | Equipa                | Geral | Etapa | Líder | Total |
| ------------- | ---------------- | --------------------- | ----- | ----- | ----- | ----- |
| 1.º           | Gorka Izagirre   | Astana                | 125   | 3     | 6     | 134   |
| 2.º           | Simon Clarke     | EF Education First    | 85    | 5     | -     | 85    |
| 3.º           | Tony Gallopin    | AG2R La Mondiale      | 70    | 8     | -     | 78    |
| 4.º           | Thibaut Pinot    | Groupama-FDJ          | 60    | -     | -     | 60    |
| 5.º           | Rudy Molard      | Groupama-FDJ          | 50    | -     | -     | 50    |
| 6.º           | Eduard Prades    | Movistar              | 30    | 14    | -     | 44    |
| 7.º           | David Gaudu      | Groupama-FDJ          | 40    | -     | -     | 40    |
| 8.º           | Edward Dunbar    | Sky                   | 35    | -     | -     | 35    |
| 9.º           | Philippe Gilbert | Deceuninck-Quick Step | 20    | 14    | -     | 34    |
| 10.º          | Jimmy Janssens   | Corendon-Circus       | 25    | -     | -     | 25    |